# Uta Merzbach
Uta Caecilia Merzbach (* 9. Februar 1933 in Berlin; † 27. Juni 2017 in Georgetown, Texas) war eine aus Deutschland stammende US-amerikanische Mathematikhistorikerin.

## Biografie
Uta Caecilia Merzbach wurde als Tochter von Margarete K. und Ludwig H. Merzbach in Berlin geboren. Während der nationalsozialistischen Herrschaft wurde die Familie ins KZ Theresienstadt deportiert und dort im Mai 1945 befreit. Nach einer kurzen Zeit im DP-Lager Deggendorf in Bayern wanderte die Familie 1946 in die Vereinigten Staaten aus und ließ sich kurz danach in Georgetown (Texas) nieder. Ihre Mutter unterrichtete zunächst an der Southwestern University vor Ort und ihr Vater wurde dort später Professor für Wirtschaftswissenschaften. Sie studierte Mathematik an der University of Texas at Austin, wo sie 1952 den Grad eines Bachelors und im Januar 1954 den Mastergrad in reiner Mathematik erlangte. 1953 bis 1956 unterrichtete sie an der Radford School für Mädchen in El Paso und schloss ein Promotionsstudium an der Harvard University an. 1965 erwarb sie in Harvard am Radcliffe College den Grad eines Ph.D. in Mathematik und Geschichte der Naturwissenschaften. Das Thema ihrer bei Garrett Birkhoff und I. Bernard Cohen angefertigten Dissertation lautete Quantity of Structure: Development of Modern Algebraic Concepts from Leibniz to Dedekind. 1960 bis 1963 war sie Teaching Fellow in Harvard.
Von 1963 bis 1987 war sie assoziierte Kuratorin und später Kuratorin der Division of Physical Sciences and Mathematics (später Teil des National Museum of American History) der Smithsonian Institution. In dieser Funktion war sie für den Erwerb zahlreicher Ausstellungsobjekte verantwortlich, unter anderem eines Astrolabiums aus dem 11. Jahrhundert aus dem maurischen Spanien, der Tabelliermaschine Hermann Holleriths für den US-Zensus 1890, u. a. m. Ab 1987 war sie Direktorin des LHM Institute in Georgetown (Texas).
Sie befasste sich mit Mathematikgeschichte im 19. und 20. Jahrhundert und der Geschichte mathematischer Instrumente und gab das Standardwerk zur Mathematikgeschichte von Carl Benjamin Boyer neu heraus. Zum Zeitpunkt ihres Todes arbeitete sie an einer wissenschaftlichen Biografie über den Mathematiker Peter Gustav Lejeune Dirichlet. Ihr gesammelter schriftlicher Nachlass wird an der University of Texas at Austin aufbewahrt.
In ihrer Heimatstadt Georgetown war sie ein aktives Mitglied der örtlichen Demokratischen Partei und ein langjähriges Mitglied der American Civil Liberties Union.
Merzbach betreute mindestens eine Doktorandin (an der University of Florida 1972).

## Schriften
- mit Carl Boyer A history of mathematics, Wiley 2011
- Georg Scheutz and the first printing calculator, Smithsonian studies in history and technology, Nr. 36, U.S. Govt. Print. Office 1977
- Mitarbeit an Garrett Birkhoff Sourcebook of Classical Analysis, Harvard University Press 1973
- Mitarbeit an Peter Duren (Herausgeber) A century of Mathematics in America, American Mathematical Society, 3 Bände, 1988, 1989
- Carl Friedrich Gauss: A Bibliography. Rowman & Littlefield Publishers (1. März 1984). ISBN 978-0-8420-2169-2.